# Cyclocarcina floronoides
Cyclocarcina floronoides là một loài nhện trong họ Nesticidae.
Loài này thuộc chi Cyclocarcina. Cyclocarcina floronoides được miêu tả năm 1942 bởi Komatsu.